# シラノ・ド・ベルジュラック (戯曲)
『シラノ・ド・ベルジュラック』（Cyrano de Bergerac）は、エドモン・ロスタン作の五幕の韻文戯曲。題名通り、17世紀フランスに実在した剣豪作家、シラノ・ド・ベルジュラックを主人公にしている。サラ・ベルナールを介して知った俳優、コンスタン・コクラン（Coquelin aîné）の依頼で書いた。
初演は、シラノ没後242年の1897年。ポルト・サン＝マルタン座（Théâtre de la Porte Saint-Martin）の12月28日の初日から500日間、400回を打ちつづけ、パリ中を興奮させたといわれ、以降今日に至るまで、フランスばかりでなく世界各国で繰り返し上演されている。

## 登場人物
- シラノ・ド・ベルジュラック
本作の主人公。哲学者であり、理学者であり、詩人、剣客、音楽家と多才だが、類いまれな醜い容姿を持つ。同性の友人が多い反面、ロクサーヌに出会うまでは母を含めたあらゆる異性に敬遠されていた。
- ロクサーヌ
本作のヒロイン。シラノの従姉妹で幼なじみ。若く温厚な美女。シラノを「お兄様」と呼び慕っている。
- クリスチャン
シラノの友人の美青年。明るく朗らかな性格だがあまり賢くない。
- ド・ギーシュ伯爵
シラノを敵視している伯爵。ロクサーヌに横恋慕している。
- カルポン
シラノの友人。
- ル・プレ
シラノの友人。
- ラグノ
シラノの友人。
- 家政婦
- 修道女マルト
- リーズ
ラグノの妻。
- 修道女
- ヴァルヴェール
- 料理人
- リニエール
- 騎士
- モンフルリー

## あらすじ
- 第1幕 ブルゴーニュ座、芝居の場
長鼻のシラノが上演中の劇場に乱入し、貴族らに喧嘩を売り、芝居をぶち壊す。ひそかに恋い焦がれる従妹ロクサーヌに言い寄っていた貴族を、シラノは即興の詩をとなえながら決闘して、倒す。
- 第2幕 詩人御用達料理店の場
ロクサーヌにシラノは呼び出されるが、彼女の恋の相手が美男のクリスチャンであることを知らされる。クリスチャンもまた彼女に一目ぼれしていた。しかしクリスチャンは姿こそ美しいが、ことばが貧しく、ロクサーヌにその恋心を打ち明けるすべを知らない。シラノは自分がロクサーヌにあてて書いた恋文を渡し、これをクリスチャンが書いたものとしてロクサーヌに送るように言う。
- 第3幕 ロクサーヌ接吻の場
夜、ロクサーヌ邸のバルコニーの下で、クリスチャンはロクサーヌに恋心を打ち明ける。しかし彼の口からは凡庸なことばしか出てこない。ロクサーヌが幻滅を感じ始めると、シラノがクリスチャンの代役となり、美しい修辞に彩られた愛の言葉を告げる。彼女はそのことばに陶酔し、クリスチャンに接吻を許す。嫉妬にかられ、横恋慕のド・ギッシュ伯爵がクリスチャンとシラノの二人を戦場へ送る。
- 第4幕 ガスコン青年隊の場
クリスチャンとシラノはアラスの戦場にいる。戦場でもシラノはクリスチャンになりかわり、危険を顧みずロクサーヌに恋文を毎日送る。クリスチャンはそのことを知らない。恋文に惹かれてロクサーヌは戦場に慰問に来る。ロクサーヌが愛しているのはいまやクリスチャンの美しい姿かたちではなく、彼が「書いた」恋文の内容が伝える人柄であることを、彼女は語る。絶望したクリスチャンは前線に飛び出て戦死する。手紙の本当の書き手が誰であるかは明らかにされなかった。
- 第5幕 シラノ週報の場
クリスチャンと死に別れたロクサーヌは、修道院でひっそりと暮していた。ロクサーヌのもとへ、シラノは土曜日ごとに訪問し、その週の出来事を報告するのが習慣になっていた。15年後のある土曜日、いつものようにロクサーヌのところへシラノが向っていると、彼の敵対者が彼の頭に材木を落とし、彼は頭部に重傷を負った。シラノは重傷を負ったまま、ロクサーヌのもとへ向う。この日、ロクサーヌはかつてクリスチャンから貰った恋文をシラノに初めて見せ、シラノにそれを読ませる。日がすっかり暮れ、手紙をとても読むことのできないような暗さになっても、シラノがその手紙を読んでいることにロクサーヌは気づく。そしてその手紙を読む声は、かつて自分がバルコニーの上から聞いた声であることも。ロクサーヌの腕のなかでシラノは息をひきとる。

## 校訂本・翻訳

### 翻訳
- エドモン・ロスタン／辰野隆・鈴木信太郎訳『シラノ・ド・ベルジュラック』（岩波書店・岩波文庫、1951年）
- エドモン・ロスタン／岩瀬孝訳『シラノ・ド・ベルジュラック』（旺文社・旺文社文庫、1971年）
- エドモン・ロスタン／渡辺守章訳『シラノ・ド・ベルジュラック』（光文社・光文社古典新訳文庫、2008年）

### 校訂本
- Edmond Rostand, Cyrano de Bergerac, comédie héroïque en cinq actes, en, vers, Paris, Charpentier et Fasquelle, 1923.
- Edmond Rostand, Cyrano de Bergerac, texte présenté et commenté par Jacques Truchert, Paris, Imprimerie Nationale, 1983.
- Edmond Rostand, Cyrano de Bergerac, édition présentée et annotée par Patrick Besnier, Gallimard, « Folio classique », 1983.
- Edmond Rostand, Cyrano de Bergerac, préface et commentaires de Claude Aziza, « Pocket classiques », 1989.
- Edmond Rostand, Cyrano de Bergerac, intod., notes par Willy de Spens, Paris, Flammarion, « GF Flammarion », 1989.

## 脚色

### 白野弁十郎
額田六福が、新国劇の沢田正二郎のために『シラノ・デ・ベルジュラック』を翻案した『白野弁十郎』は、1926年（大正15年）1月に邦楽座で初演され、大成功を収めた。翻訳は楠山正雄。この翻案では、舞台が幕末から明治の日本に移されている。その後、沢田の弟子だった島田正吾がこの作品をひとり芝居の形にし、島田は2004年に98歳で亡くなるまで、この作品を演じた。島田の死後、弟子の緒形拳（新国劇出身）がこの作品の上演を行った。
舞台は、幕末の京都。武士の白野弁十郎は朱雀隊の隊士で、いとこの千種に恋心を抱き続けていた。ところが、若い隊士の来栖から千種への思いを打ち明けられ、彼の代理で恋の歌を詠むことになる。2人は戦場に赴き、白野は恋の便りを送り続けたが、来栖は戦死。10数年後、白野は落ちぶれて、仏に仕える千種と再会する…。

### ミュージカル化
1973年にはブロードウェイで『Cyrano』としてミュージカル化。
1993年にはオランダで（『シラノ・ザ・ミュージカル』、原題はCyrano - The Musical）としてミュージカル化。日本版を2001年12月に上演。
2009年4月、スペインで世界初演が予定されていたミュージカル『シラノ』は、マドリードで予定されていた世界初演が延期になったため、鹿賀丈史の主演、ヒロインのロクサーヌ役朝海ひかるにより日生劇場にて2009年5月5日に世界初演が行われた。2013年1月に再演されている。

### 映像化
映像化も幾度となく行われている。最も有名なのは、1950年のホセ・フェラー主演作で、この作品でフェラーはアカデミー賞の主演男優賞を受賞した。1990年には、ジャン＝ポール・ラプノー監督によりフランスで製作され、こちらも主演のジェラール・ドパルデューがアカデミー賞の主演男優賞候補になった。1987年には、舞台を現代に置き換えたスティーヴ・マーティン主演の『愛しのロクサーヌ』がある。1959年には、時代劇映画として翻案された稲垣浩監督・三船敏郎主演による『或る剣豪の生涯』がある（前述の『白野弁十郎』の映像化ではない）。また、2012年には、本作の舞台を現代に置き換えたディズニー・チャンネルのオリジナルムービー『レット・イット・シャイン』が制作された。
- 1900年：『シラノ・ド・ベルジュラック』フランス、（1897年の初演でシラノを演じた）コンスタン・コクラン（fr:Coquelin aîné）主演。
- 1909年：『シラノ・ド・ベルジュラック』、フランス。
- 1911年：『シラノ・ド・ベルジュラックの冒険』、フランス。
- 1925年：『シラノ・ド・ベルジュラック』、フランス、イタリア。、
- 1945年：『シラノ・ド・ベルジュラック』、フランス、クロード・ドーファン、エレン・ベルンセン主演。
- 1950年：『シラノ・ド・ベルジュラック』、アメリカ、マイケル・ゴードン監督、ホセ・フェラー、マーラ・パワーズ主演。
- 1987年：『愛しのロクサーヌ』、アメリカ、フレッド・スケピシ監督、スティーヴ・マーティン、ダリル・ハンナ主演。
- 1990年：『シラノ・ド・ベルジュラック』、フランス、ハンガリー、ジャン＝ポール・ラプノー監督、ジェラール・ドパルデュー、アンヌ・ブロシェ主演。
- 2012年：『レット・イット・シャイン』、アメリカ、ポール・ホーエン監督、タイラー・ジェームズ・ウィリアムズ、ココ・ジョーンズ、トレヴァー・ジャクソン主演。
- 2022年：『シラノ』、アメリカ・イギリス・カナダ、ジョー・ライト監督、ピーター・ディンクレイジ、ヘイリー・ベネット主演。

- 1929年11月：『白野弁十郎』、小石栄一監督、月形龍之介・若水絹子・風間宗六主演、松竹下加茂。
- 1959年4月：『或る剣豪の生涯』、稲垣浩監督、三船敏郎・司葉子・宝田明主演、東宝。

また『白野弁十郎』は、3回にわたってスペシャルドラマ化された。

## 日本での上演記録
この戯曲は各国で頻繁に上演されているが、ここでは日本における主な上演記録を列記する。
上演に使われた台本のほとんどは、次の2本である。
1. 1922年初版、辰野隆 - 鈴木信太郎共訳の、『シラノ・ド・ベルジュラック』
2. 1926年に初めて使われた額田六福による翻案、『白野弁十郎』

「白野」は、おもに、新国劇により、その解散後は元劇団員により、上演されている。
他にミュージカル作品がある。
なお、以下で、主演は、シラノ役、ロクサーヌ役、クリスチャン役の順である。
- 『シラノ・ド・ベルジュラック』
  - 1931年2月：松竹、二代目市川左団次・二代目市川松蔦・市川壽美蔵（後の壽海）主演、帝国劇場。
  - 1934年1月：松竹、早川雪洲主演、新宿新歌舞伎座。
  - 1935年1月：満田健児（後の三津田健）・高野松子主演、日本俳優協会演出。日比谷公会堂。
  - 1947年12月：文学座、毎日ホール。
  - 1951年8月 - 10月：文学座、三津田健・杉村春子（後半は丹阿弥谷津子）・大泉滉主演、東京三越劇場他、大阪・京都・名古屋。
  - 1955年1月：文学座、仲谷昇主演、東横ホール。
  - 1960年10月：菊五郎劇団、二代目尾上松緑・山田五十鈴・安井昌二主演、歌舞伎座。
  - 1964年4月：二代目尾上松緑・久我美子・北大路欣也主演、松浦竹夫演出、日生劇場。
  - 1967年1月 - 3月：文学座、三津田健/北村和夫・杉村春子/小川真由美・細川俊之主演、国立劇場小劇場と渋谷公会堂・大阪・京都・神戸・名古屋・岐阜。
  - 1975年：劇団四季、浅利慶太演出、平幹二朗主演、日生劇場。
  - 1983年2月：文学座、江守徹・平淑恵・大出俊主演、池袋芸術劇場。
  - 1990年11月：無名塾、仲代達矢、若村麻由美、早川純、主演、PARCO劇場。[4]
  - 1999年：鈴木忠志演出、第2回シアター・オリンピックス参加。
  - 2001年2月：演劇集団 円、橋爪功・仲谷昇出演、渡辺守章の訳による。世田谷パブリックシアター。
  - 2006年11月：文学座、江守徹主演、シアター1010（東京）および、県立芸術文化センター（兵庫）。
  - 2006年11月：鈴木忠志演出、新国立劇場および静岡県舞台芸術センター制作、新国立劇場。
  - 2007年8月：栗田芳宏演出、メジャーリーグ製作、初代市川右近、安寿ミラ、加納幸和、市川猿弥 他出演。青山円形劇場。
  - 2018年5月 - 6月：鈴木裕美演出、マキノノゾミ・鈴木哲也上演台本、清塚信也音楽、東宝・ホリプロ製作、吉田鋼太郎、黒木瞳、大野拓朗・白洲迅（ダブルキャスト）、大石継太、石川禅、六角精児他出演。日生劇場、兵庫県立芸術文化センター 阪急中ホール。
  - 2020年12月：宝塚歌劇専科・星組、シアタードラマシティ。

- 『白野弁十郎』
  - 1926年1月：新国劇、沢田正二郎主演。邦楽座。
  - 1929年：新国劇、島田正吾主演。
  - 1954年3月：新国劇、明治座。
  - 1992年：島田正吾主演の一人芝居、早大大隈講堂・新橋演舞場・パリ。シュバリエ章受章。
  - 1993年 - 2000年：島田正吾主演の一人芝居、毎年。
  - 2006年10月：『白野』鈴木勝秀演出、緒形拳主演の一人芝居、Bunkamuraシアターコクーン。

- 『シラノ ザ・ミュージカル』　クーン・ヴァン・ダイク作、アト・ヴァン・ダイク作曲
  - 2000年12月 - 2001年1月：市村正親・西田ひかる・山本耕史主演。大阪松竹座・中日劇場・赤坂ミュージカル劇場
- ミュージカル『シラノ（英語版）』　レスリー・ブリッカス脚本、フランク・ワイルドホーン作曲
  - 2009年5月：鹿賀丈史・朝海ひかる・浦井健治/中河内雅貴（Wキャスト）主演。日生劇場
  - 2013年1月：鹿賀丈史・濱田めぐみ/彩吹真央（Wキャスト）・田代万里生/平方元基（Wキャスト）他出演。日生劇場、新歌舞伎座
  - 『剣と恋と虹と』